# نيك فولك
نيك فولك (بالإنجليزية: Nick Folk)‏ هو لاعب كرة قدم أمريكية أمريكي، ولد في 5 نوفمبر 1984 في لوس أنجلوس في الولايات المتحدة.

## وصلات خارجية
- نيك فولك على موقع مرجع كرة القدم المحترفة.كوم (الإنجليزية)